# Stadio acquatico olimpico
Lo stadio Acquatico olimpico (in portoghese Estádio Aquático Olímpico) è un centro acquatico costruito a Barra da Tijuca, all'interno del parco olimpico di Rio de Janeiro, in occasione dei Giochi Olimpici del 2016. Ha una capienza massima di 15 000 persone.

## Storia
La costruzione della struttura è iniziata nel 2013, sul sito un tempo occupato dal Circuito di Jacarepaguá, mentre l'inaugurazione è avventa l'8 aprile 2016 alla presenza del presidente Dilma Rousseff.
L'impianto ha ospitato le gare di nuoto e la fase finale del torneo di pallanuoto dei Giochi della XXXI Olimpiade e anche le gare di nuoto dei XV Giochi paralimpici estivi. Al termine dei giochi la struttura verrà smantellata e gli elementi che la compongono utilizzati per realizzare due centri acquatici di dimensioni più piccole, uno da 3 000 posti a sedere e uno da 5 000 posti a sedere, entrambi attrezzati con una piscina olimpica lunga 50 metri.

## Caratteristiche
La struttura dispone i due piscine, una per le gare e una per gli allenamenti, ciascuna con una capacità di 3,7 milioni di litri. Una delle particolarità dell'edificio è la ventilazione naturale che avviene grazie alla presenza di quindicimila piccoli fori nella struttura e, inoltre, l'utilizzo di uno speciale sistema che riduce del 25% l'uso di prodotti chimici e che garantisce una temperatura dell'acqua compresa tra i 25° e i 28°, come raccomandato dalla Federazione internazionale del nuoto.
L'esterno della struttura è invece rivestito con sessantasei pannelli che misurano 27 metri e che riproducono l'opera Celacanto Provoca Maremoto dell'artista brasiliano Adriana Varejão, situata presso l'Instituto Inhotim e ispirata alle piastrelle portoghesi e barocche. Tutti i pannelli sono stati anche sottoposti ad un trattamento anti-UV per aiutare a regolarne la temperatura.